# Euxoa cogitans
Euxoa cogitans là một loài bướm đêm trong họ Noctuidae.